# Корнілов Павло Денисович
Павло Денисович Корнілов (29 травня (11 червня) 1912, с. Амур — 22 липня 1946, Москва) — радянський футболіст, нападник. Перший футболіст, що виступав за київське «Динамо» та московський «Спартак». Володів високими швидкісними якостями, стрімким стартовим ривком, потужним ударом. Стрункий, широкоплечий, фізично сильний, вмів тримати в напрузі захист суперників, діяв просто, але ефективно.

## Біографія
Народився 29 травня (11 червня) 1912 року в селищі Амур (зараз — територія Дніпра) Катеринославської губернії.
Почав грати в 1927 році в Дніпропетровську в юнацькій команді, а з 1929 року в команді заводу ім. К. Е. Ворошилова.
З 1932 року грав за дніпропетровське «Динамо», в складі якого в ході першості СРСР 1937 року оформив два гостьових хет-трики (Харків, Одеса), що до сих пір є неперевершеним показником для дніпропетровських футболістів.
У 1937–1938 році потроху пограв за київське та одеське «Динамо», після чого нападника помітив московський «Спортак», куди Корнілов перейшов у вересні 1938 року і в двох сезонах поспіль допомагав клубу виграти чемпіонат країни, а також одного разу кубок. У Москві «паву», як називали Корнілова в команді, просто обожнювали. Його фірмовий гол: кинути м'яч собі на хід (або отримати довгий пас в порожню зону), на швидкості обігнати захисників, оббігти вискочившого на зустріч воротаря, і закотити м'яч у порожні ворота. Після чого підійти до приголомшеного голкіпера, сплюнути поруч з ним і вимовити одне слово з сильним українським акцентом: «Кури».
У вищій лізі чемпіонату СРСР з урахуванням незакінченого першості 1941 провів 75 матчів і забив 45 м'ячів.
Під час війни тренувався разом з московськими «Спартаком» та «Зенітом», а також протягом 1943–1944 року тренував «Дзержинець» (Нижній Тагіл).
Після війни виступав за нижчолігові «Харчовик» (Одеса) та «Динамо» (Кишинів).
Передчасно помер 22 липня 1946 року в Москві, від наслідків важкої травми голови, отриманої поза футбольним полем.

## Досягнення
- Чемпіон СРСР: 1938, 1939
- Третій призер чемпіонату СРСР: 1940
- Володар Кубка СРСР: 1939 року.
- У списку «33 найкращих футболістів СРСР»: 1939 (№ 3)